# 向日町警察署
向日町警察署（むこうまちけいさつしょ）は、京都府警察が管轄する警察署の一つである。京阪両市のベッドタウン向日市、長岡京市、大山崎町を管轄し交通量の多い幹線道路も多数存在する。

## 所在地
- 京都府向日市上植野町上川原5番地

## 管轄区域
- 向日市
- 長岡京市
- 乙訓郡大山崎町
- 京都市伏見区のうち桂川右岸である、久我東町、久我石原町、久我御旅町、久我西出町、久我本町、久我森の宮町、羽束師鴨川町、羽束師志水町、羽束師菱川町、羽束師古川町、淀大下津町、淀樋爪町、淀水垂町。

## 沿革
- 2005年（平成17年）4月1日：管轄していた京都市西京区の大原野地域を西京警察署に移管。
- 2006年（平成18年）4月1日：管轄していた京都市南区の久世地域を南警察署に移管。

## 内部組織
- 会計課 - 会計係
- 警務課 - 警務係、留置管理係、犯罪被害者支援係、広聴・相談係
- 生活安全課 - 生活安全係、人身安全・少年係、保安係
- 地域課 - 地域第一係、地域第二係、地域第三係、地域管理係
- 刑事課 - 捜査管理係、強行犯係、知能犯係、盗犯係、鑑識係、組織犯罪対策係
- 交通課 - 交通総務係、交通指導係、交通事故捜査係
- 警備課 - 警備係

## 交番
（ ）の中は所在地。

### 向日市
- 向日町駅前交番（向日市寺戸町久々相11-1）
- 物集女交番（向日市物集女町出口1-2）
- 西向日交番（向日市上植野町御塔道2-3）

### 長岡京市
- 長岡京交番（長岡京市開田3丁目3-4）
- 神足交番（長岡京市神足1丁目602-4）
- 今里交番（長岡京市今里庄ノ渕35-3・4）
- 海印寺交番（長岡京市梅が丘3丁目50-1）
- 西山天王山交番（長岡京市友岡4丁目22-11）

### 大山崎町
- 大山崎交番（乙訓郡大山崎町大山崎竜光23）

### 京都市伏見区
- 久我交番（京都市伏見区久我森ノ宮町1-8）
- 羽束師交番（京都市伏見区羽束師志水町219-1）

## 駐在所
なし

## 検問所
- 大山崎検問所

## 主な未解決事件
- 長岡京ワラビ採り殺人事件（1979年）